# Wiśniowa (powiat Strzyżowski)
Wiśniowa is een dorp in het Poolse woiwodschap Subkarpaten, in het district Strzyżowski. De plaats maakt deel uit van de gemeente Wiśniowa en telt 1826 inwoners.